# 아산갈산중학교
아산갈산중학교(牙山葛山中學校)는 충청남도 아산시에 있는 공립 중학교이다.

## 학교 연혁
- 2023년 5월 22일 : 설립인가(36학급)
- 2025년 3월 1일 : 아산갈산중학교 개교
- 2025년 3월 1일 : 제1대 한규석 교장 취임
- 2025년 3월 4일 : 제1회 입학식(10학급, 301명)